# Nagytevel
Nagytevel es un pueblo ubicado en el distrito de Pápa, en el condado de Veszprém, Hungría.

## Superficie
Posee una superficie de 14,41 kilómetros cuadrados.

## Demografía
Hasta 2019 la población era de 512 habitantes, con una densidad de población de 35,53 habitantes por kilómetro cuadrado.